# ستيف هاوسشيلت
ستيف هاوسشيلت (بالإنجليزية: Steve Hauschildt) (مواليد 24 أكتوبر 1984 م) هو موسيقي إلكتروني أمريكي في شيكاغو.
كان ستيف عضوًا في فرقة إميرالدز وكان يطلق مواد موسيقية فردية منذ منتصف العقد الأول من القرن الحادي والعشرين. 

## روابط خارجية
- ستيف هاوسشيلت على موقع ميوزك برينز (الإنجليزية)
- ستيف هاوسشيلت على موقع أول ميوزيك (الإنجليزية)
- ستيف هاوسشيلت على موقع ديسكوغز (الإنجليزية)